# Schaulustige – Sei kein Gaffer
Schaulustige – Sei kein Gaffer ist ein vier minütiger Kurzfilm von Elena Walter und Emanuel Zander-Fusillo, der das Thema Behinderung von Rettungseinsätzen durch Schaulustige behandelt.
Der Film erreichte ein Millionenpublikum in den sozialen Medien und entfachte Diskussion in unterschiedlichen Medien. Der Spot wurde deutlich über 10 Millionen Mal angesehen, millionenfach geteilt und kommentiert.
2020 wurde der Film von der Filmbewertungsstelle Wiesbaden mit dem „Prädikat besonders wertvoll“ ausgezeichnet.

## Handlung
Drei junge Erwachsene, Jan, Mara und Michael, fahren an einem Einsatz der Feuerwehr bei einem schweren Verkehrsunfall vorbei. Sie steigen aus und nähern sich dem Unfall, bei dem ein PKW in Flammen steht. Sie machen Fotos, die sie im Internet posten. Angestachelt durch ihre Neugier und den vielfältigen Reaktionen aus dem Netz, nähern sie sich immer weiter dem Unfallort, um noch spektakulärere Bilder machen zu können. Sie schrecken schließlich auch nicht davor zurück, in ein Feuerwehrfahrzeug einzusteigen und mit einem Feuerwehrhelm für Fotos zu posieren.
Was als harmloses Spiel beginnt, wird somit zunehmend zu einem voyeuristischen Exzess, den auch einer der Feuerwehrmänner nicht stoppen kann, der sich ihnen in den Weg stellt und sie vom Unfallort zurückdrängen will. Schließlich gelingt es Jan, bis zum Unfallopfer vorzudringen, das von den Rettungskräften versorgt wird. Ihm gelingt es, Fotos von sich und dem bis zur Unkenntlichkeit verbrannten Opfer zu machen, bis er von einer Feuerwehrfrau zurückgezogen wird. Doch auch nun verlassen die drei nicht den Unfallort, sondern stehen etwas abseits, während Jan das soeben geschossene Foto triumphierend an seine Mutter versendet. Sie reagiert nicht. Als er sie anruft, um nachzuhaken, klingelt neben dem brennenden Auto ein Handy mit zersplittertem Display, auf dem noch die Worte „Jan ruft an“ und ein Foto von Jan mit einer älteren Frau zu erkennen sind.

## Produktion
“Schaulustige #SeikeinGaffer” ist ein Film der beiden Filmemacher Elena Walter (Drehbuch, Regie) und Emanuel Zander-Fusillo (Drehbuch, Kamera) und ihrer Filmproduktionsfirma Blickfänger GbR.
Der Film entstand mit Unterstützung der Freiwilligen Feuerwehr Osnabrück, die sowohl beratend zur Seite stand als auch am Filmset mitwirkte, dem Bürgerverein Wüste e.V. und der Sparkasse Osnabrück, die den Film finanziell förderte.
Gedreht wurde der Film im Sommer 2017 in Osnabrück.

## Rezeption in den Medien – Auszeichnungen
Der Spot wurde deutlich über 10 Millionen Mal angesehen, millionenfach geteilt und kommentiert. Das Publikum zeigte sich in den Kommentaren überwiegend bewegt und berührt, teilweise wütend über die Rücksichtslosigkeit von Gaffern: „Ich bitte euch selten darum etwas zu verbreiten, aber dieses Video muss verbreitet werden. Ich habe Tränen in den Augen“ „Sehr sehr starkes Video. Es zeigt genau das Problem das es im Moment mit der Annonymität der Internets gibt. Keiner denkt darüber nach was er damit anrichtet {sic!} wenn er solche Bilder ins Netz stellt.“ Auch die nationale und internationale Presse berichtete aufgrund des Erfolges in den Print- und Onlinemedien ausgiebig über den Spot.
Der Film wird auch in der Präventionsarbeit von Feuerwehren, Rettungsdiensten, Polizei und Fahrschulen verwendet.
2020 wurde er von der Filmbewertungsstelle Wiesbaden mit dem „Prädikat besonders wertvoll“ ausgezeichnet.
Die FBW begründete die Auszeichnung wie folgt „Ein Präventionsfilm gegen die grassierende Sensationslust von Autofahrern, die als voyeuristische Zeugen mit ihren Kameras auch noch das Leid anderer Menschen im Internet voller Stolz verbreiten. Fast dokumentarisch geht der Film in den Details vor. Auch aufgrund der beratenden Mitarbeit von Polizei und Feuerwehr, die das Fundament für die Recherche der Filmemacher bilden, ist dieser Film mit seinen schonungslos eindrücklichen Bildern ein Appell an die Vernunft für alle Verkehrsteilnehmer. Dazu ist der Film mit seiner guten Kamera souverän inszeniert und auch das Spiel der Protagonisten konnte die Jury überzeugen.“

## Teilnahme an Filmfestivals
„Schaulustige - SeikeinGaffer“ (engl. Titel: #Rubberneckers) wurde auf mehreren nationalen und internationalen Festivals gezeigt:
- 2020: Biberacher Filmfestspiele, Biberach, DE[10]
- 2020: Voiron International Short Film Festival, Voiron / FR
- 2020: Independent Days International Filmfestival, Karlsruhe / DE[11]
- 2020: The Romford Film Festival, London / UK[12]
- 2020: Austin After Dark Film Festival, Austin / TX, USA[13]
- 2020: Oregon Short Film Festival, Portland / USA
- 2019: Feel The Reel International Film Festival, Glasgow / UK[14]
- 2019: The Violette Film Festival, Merced / USA[15]